# في بي-6 فيليكس
في بي-6 فيليكس (بالإنجليزية: VB-6 Felix)‏ هي قنبلة موجهة صناعة أمريكية استخدمت في الحرب العالمية الثانية وتعتمد فيليكس على الاشعة تحت الحمراء للكشف عن الأهداف والسفن ليلاً 